# Dead
Per Yngve Ohlin (Västerhaninge, 1969. január 16. – Kråkstad, 1991. április 8.), vagy ismert zenekari nevén Dead svéd black/death metal énekes és dalszövegíró, leginkább a norvég black metal zenekarból, a Mayhemből ismert. Továbbá a Morbid nevű svéd formációban is tevékenykedett a Mayhem előtt. Öngyilkossága után kezdett elhíresedni a black metal műfaj. Életét és öngyilkosságát rengeteg rejtély, kitaláció és pletyka veszi körül.

## Élete
1969. január 16-án született a svéd Västerhaningán. Kisgyerekkorában alvási apnoeban szenvedett. Tízéves korában belső vérzése lett, mert megrepedt a lépe egy állítólagos korcsolyázási baleset után, amiben egy befagyott tavon korcsolyázva beszakadt alatta a jég és mire kiemelték a vízből, akkor már nem volt az eszméleténél. Miután visszahozták a klinikai halálból, gyönyörű fényről és alagútélményről számolt be. Ez után az érdeklődési köre a halál lett és ő akart lenni a halál földi megtestesítője, ezért nevezte el magát Dead-nek.
1986 elején alapította meg a Morbid nevű együttest, akikkel egy December Moon című demót is kiadott. Mivel úgy érezte, a zenekar nem jó irányba tart, kilépett a csapatból. Ezután felvette a kapcsolatot a norvég Mayhem tagjaival. A basszusgitáros Jørn "Necrobutcher" Stubberud elmondása szerint Dead egy kis csomagot küldött nekik, ami egy demókazettát, egy jövőbeli terveit tartalmazó levelet, és egy keresztre feszített egeret tartalmazott. 1988-ban végül Norvégiába költözött és hivatalosan is a Mayhem tagja lett. A black metal underground zenészek közül ő volt az első, aki hullasminket használt.

### Személyisége
Interjúkban különböző zenészek mondták el róla, hogy furcsa és befelé forduló volt. Gyakran foglalkoztatta a halál, különféle sötét-középkori legendák, kelet-európai hiedelemvilág és a diabolizmus. Gyakran rajzolt, érdekelte az elmúlás témája.
A Mayhem dobosa, Jan Axel "Hellhammer" Blomberg úgy írta le Dead-et, hogy „nagy furcsa személyiségű ember volt, lehangolt, búskomor, és sötét”. Az alapító-gitáros Euronymous egyszer azt mondta: „Őszintén szólva, szerintem Dead elmebeteg. Mégis minek nevezel egy olyan fickót, aki szándékosan éhezteti magát, csak hogy ettől kisebesedjen? Vagy azt, akinek a pólóira gyászhírek vannak rányomtatva?” A szintén egykori Mayhem-zenész Kjetil Manheim szerint „Dead olyan, mint Marvin, a paranoid android“
Az Emperor egykori dobosa, Bård "Faust" Eithun a következőket mondta róla: „[Dead] nem egy olyan srác, akit igazából meg lehetett volna ismerni. Azt hiszem, még a Mayhem-ben lévő többi srác sem ismerte elég jól. Nehéz volt közel kerülni hozzá. Két héttel a halála előtt találkoztam vele, összesen pedig 6-8 alkalommal. Sok furcsa ötlete volt. Emlékszem, egyszer Euronymous azt mondta, hogy Deadnek nincs humora. Pedig volt, csak nagyon sötét. Őszintén, szerintem nem élvezte a földi létet, és ez nyilvánvalóan az öngyilkosságához vezetett.“
Az egykori Mayhem-énekes Stian "Occultus" Johansen szerint „Dead nem úgy tekintett magára, mint emberi lényre; egy másik világból származó teremtménynek érezte magát. Nagyon foglalkoztatta a halál és a túlvilág témája. Azt mondta, sokszor voltak látomásai arról, hogy a vér megfagyott az ereiben és így meghalt. Ezért választotta ezt a nevet. Tudta, hogy meg fog halni.“
A Mayhem Live in Leipzig koncertalbum borítójára Dead svédül nyomtatott egy üzenetet, ami arról szólt, hogy ő nem egy ember, ez egy álom, amiből hamarosan fel fog ébredni, túl hideg volt és a vére folyton alvadott. Egy cikkben egy újságíró azt írta, hogy Dead valószínűleg Cotard szindrómában szenved, azaz azt hiszi magáról, hogy halott. Ez a gyermekkori trauma eredménye volt.

### Színpadi teljesítménye
Hírhedt volt színpadi viselkedéséről, sok időt töltött el a Mayhem tagjaival a színpadi látvány kifejlesztésére. Dead a kezdetektől fogva hullasminket viselt, Necrobutcher későbbi bevallása szerint: „semmi köze nem volt a KISS vagy Alice Cooper arcfestéséhez. Dead tulajdonképpen úgy akart kinézni, mint egy hulla. Nem azért csinálta, hogy menő legyen.”
Hellhammer azt állította, hogy Dead volt „az első black metal zenész, aki hullasminket használt”, továbbá azt is elmondta, hogy „[Dead] a koncertek előtt rendre elásta a ruháit a föld alá, hogy azok rothadni kezdjenek, és minél inkább temetőszagúak legyenek. Sőt, egyszer megkért minket rá, hogy temessük őt is el, hogy minél sápadtabbnak tűnjön a színpadon.“ Gyakran vágta meg magát fellépések közben, többnyire vadászkéssel és törött üveggel.
Egyszer az egyik turné alkalmával talált egy döglött varjút, amit egy műanyag zacskóban tárolt. Társai szerint a turné koncertjei előtt rendre ezt szagolgatta, hogy beszívja magába a hullaszagot.
Emellett Dead a svéd Candlemass zenekar Bewitched című dalához készült videóklipben is megjelent egy rövid időre.

### Öngyilkossága
Idővel az emberekhez való viszonyulása és a halál iránti vágya miatt a mentális állapota jelentősen megromlott. Bár viselkedése a körülötte lévő embereket nagyrészt idegesítette, Euronymoust lenyűgözték Dead szuicid hajlamai, vélhetően azért, mert ez illett a Mayhem imázsához. Társai szerint bátorította is Pelle-t arra, hogy végezzen magával. Manheim mondta, hogy „nem tudom, hogy ezt gonoszságból tette-e, vagy csak hülyéskedett...“
1990-ben a zenekar tagjai elköltöztek „egy öreg erdei házba” Oslo közelében, amit próbálásra használtak. Necrobutcher azt nyilatkozta, hogy az együtt élés egy idő után nem volt kedvező, Dead és Euronymous „egymás idegeire ment” és „nem voltak igazán barátok a végére.” Hellhammer visszaemlékezésében egyszer Dead kiment az erdőbe aludni, mert Euronymous olyan zenét játszott le neki, amit gyűlölt. Ezután pedig Euronymous követte őt, és elkezdett a levegőbe lövöldözni sörétes puskával. Az egykori Burzum és Mayhem-tag Varg Vikernes pedig azt állította, hogy egyszer Dead megszúrta késsel Euronymoust.
Halála előtti hetekben gyakran tett utalásokat arra, hogy megint látni szeretné a fényt. Majd 1991. április 8-án a zenekarral közösen fenntartott házban bezárkózott egy helyre, majd elvágta a kezén és állítólag a nyakán is az ütőereket, majd elveszítette a türelmét és egy vadászpuskával főbe lőtte magát. A Blod Eld Död című dokumentumfilm szerint Dead búcsúüzenete ez volt:

„Elnézést a vérért, de elvágtam a csuklóimat és a nyakamat. Eredetileg úgy szándékoztam csinálni, hogy az erdőben haljak meg, úgyhogy csak napok múlva találjatok meg. Az erdőhöz tartozok és mindig is oda tartoztam. Az okokat mindenesetre senki nem értené meg. Hogy valami magyarázat-szerűséget adjak: nem vagyok ember, ez az egész csak egy álom, és nemsoká felébredek. Túl hideg volt, és a vér mindig megalvadt, ráadásul az új késem nem elég éles. Ha nem sikerül a késsel elintézni magamat, akkor kilövöm a koponyámból az összes szart. Nem tudom még. Az összes szövegemet a "Let the good times roll" mellett hagytam, a maradék pénzzel együtt. Bárki, aki megtalálja, elteheti az egész kibaszott dolgot. Utolsó üdvözletként hadd prezentáljam a "Life Eternal" szövegét. Csináljatok vele, amit akartok.
Pelle
Nem most jött elő ez az egész belőlem, hanem tizenhét évvel ezelőtt.”

Élettelen testét a Mayhem gitárosa, az ablakon bemászó Euronymous találta meg pár órával a halála után. Ahelyett, hogy hívta volna a rendőröket, elment egy közeli boltba, vett egy fényképezőgépet és többször lefényképezte Dead holttestét, miközben átrendezett néhány dolgot. Az egyik ilyen kép lett az 1995-ös Mayhem koncertalbum, a Dawn of the Black Hearts borítója.
Necrobutcher visszaemlékezése arról, hogy Euronymous hogyan tudatta vele Dead halálát: „Øystein felhívott másnap... és mondta, hogy "Dead nagy királyságot csinált! Megölte magát". Erre annyit válaszoltam, hogy "elvesztetted a fejed? Mit értesz azon, hogy király?" Majd mondta: "Nyugi, csináltam képet mindenről." Gyászban és sokkban voltam. Őt csak az érdekelte, hogyan használja ki a dolgot. Úgyhogy válaszoltam neki: "Oké. Kurvára ne hívj fel, míg meg nem semmisíted azokat a képeket."“
Euronymous Dead öngyilkosságát a Mayhem 'gonosz' imázsának népszerűsítésére használta fel, és azt állította, hogy Dead az extrém metal trenddé válása miatt ölte meg magát.
Később több rémhír terjedt el, hogy Euronymous Dead agyából ragut készített és hogy a szétszóródott koponyacsontokból nyakláncot csinált. Habár a ragukészítés tényleg csak rémhír volt, később a zenekar tagjai megerősítették, hogy Euronymous a koponyacsontokat arra méltó zenészeknek ajándékozta. Később egy olyan történet is kitalálódott, hogy maga Euronymous ölte meg Dead-et.

## Fordítás
Ez a szócikk részben vagy egészben a Per "Dead" Ohlin című angol Wikipédia-szócikk fordításán alapul.  Az eredeti cikk szerkesztőit annak laptörténete sorolja fel. Ez a jelzés csupán a megfogalmazás eredetét és a szerzői jogokat jelzi, nem szolgál a cikkben szereplő információk forrásmegjelöléseként.